# Strandvlooien
De strandvlooien (Talitridae) vormen een familie van de suborde Senticaudata van de orde Amphipoda (vlokreeftjes).

## Kenmerken
De Talitridae zijn zijdelings afgeplatte vlokreeftjes, de kop is niet vergroeid met het eerste segment van het pereon. Het rostrum is kort of afwezig, en de ogen zijn groot en rond, maar kunnen ook afwezig zijn. De eerste antenne is altijd korter dan de tweede antenne en bezit geen accessorische flagel. De mandibel draagt geen palp.
De gnathopoden vertonen seksueel dimorfisme. De gnathopode 1 is eenvoudig of subchelaat en gnathopode 2 is chelaat of subchelaat. Het telson is min of meer gespleten.

## Ecologie
Alle terrestrische vlokreeftjes behoren tot de Talitridae, alhoewel die familie ook mariene en semi-terrestrische soorten omvat. Het is een kosmopoliete familie.
Talitridae worden klassiek opgedeeld in vier eco-groepen. Deze door Bousfield in 1984 gecreëerde groepen zijn alhoewel parafyletisch, toch pragmatisch erg geschikt:
1. palustrisch: niet-gravend, semi-aquatisch, zoetwaterhabitats en estuarien.
2. strandvlooien: niet-gravend, semi-terrestrisch en supra-littoraal, tropisch tot boreaal.
3. zandvlooien: gravend, semi-terrestrisch en supra-littoraal, tropisch tot gematigd.
4. landhoppers: vooral niet-gravend, terrestrisch, regenwoud.

Ze voeden zich met dood plantaardig materiaal dat verscheurd en gekauwd wordt met hun speciaal aangepaste monddelen. Ze zijn vooral 's nachts actief en klimmen dan soms op grasstengels en zelfs in bomen om dode bladeren boven de grond te bereiken.

## Soorten
Er zijn een 50-tal genera beschreven met ongeveer 200 soorten. Enkele bekende soorten van onze stranden zijn de kwelderspringer (Orchestia gammarellus) en de strandvlo (Talitrus saltator). Voor Nederland worden verder nog de volgende soorten vermeld:
- Deshayesorchestia deshayesii (Audouin, 1826) - Bestippelde strandvlo (twijfelachtig)
- Orchestia mediterranea A. Costa, 1857 - Breedpootspringer (twijfelachtig)
- Orchestia cavimana J. Heller, 1865 - Brakwaterspringer
- Platorchestia platensis (Krøyer, 1845) - Diksprietspringer
- Pseudorchestoidea brito (Stebbing, 1891) - Witoog-strandvlo (twijfelachtig)

## Meer afbeeldingen

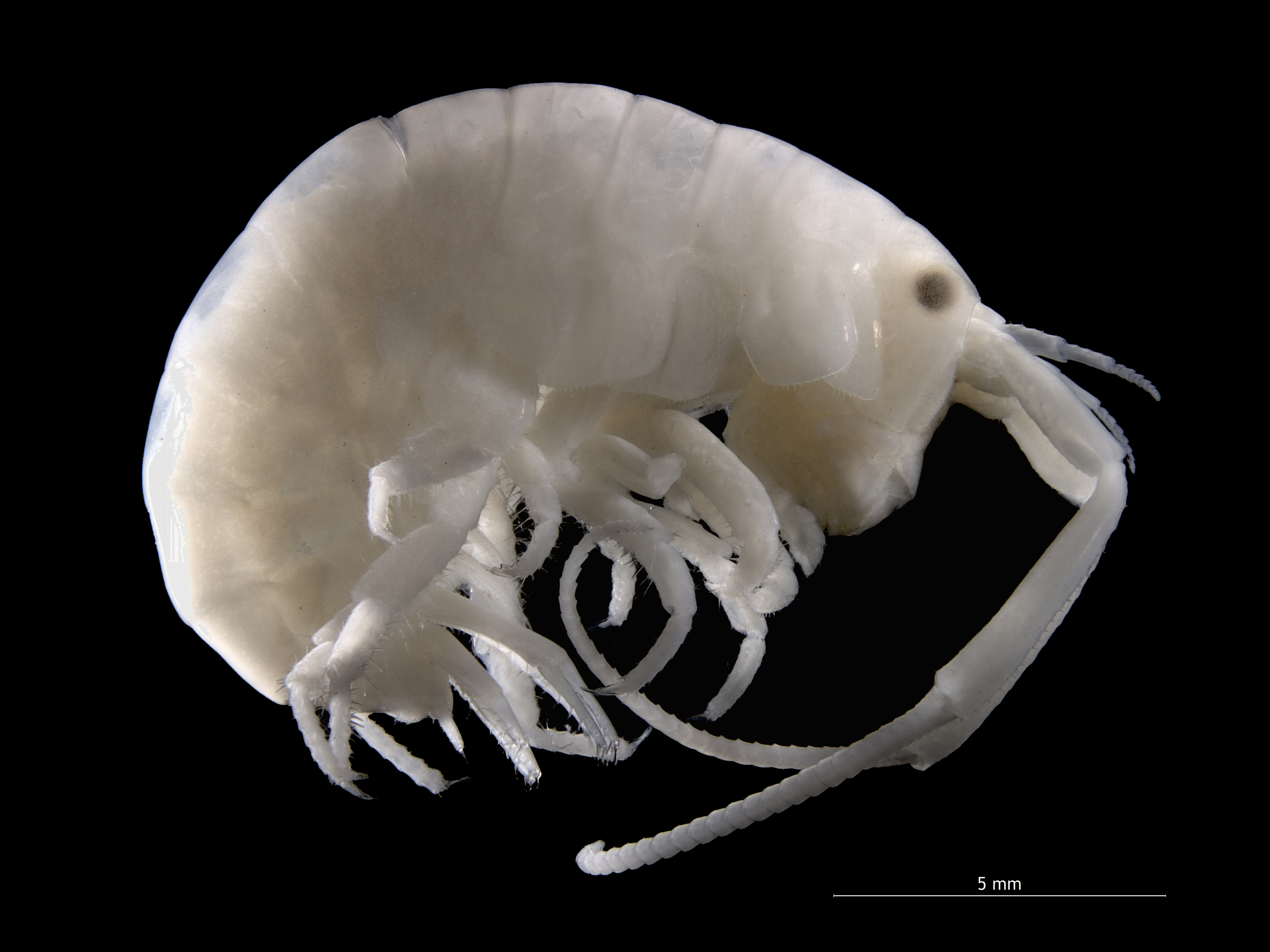
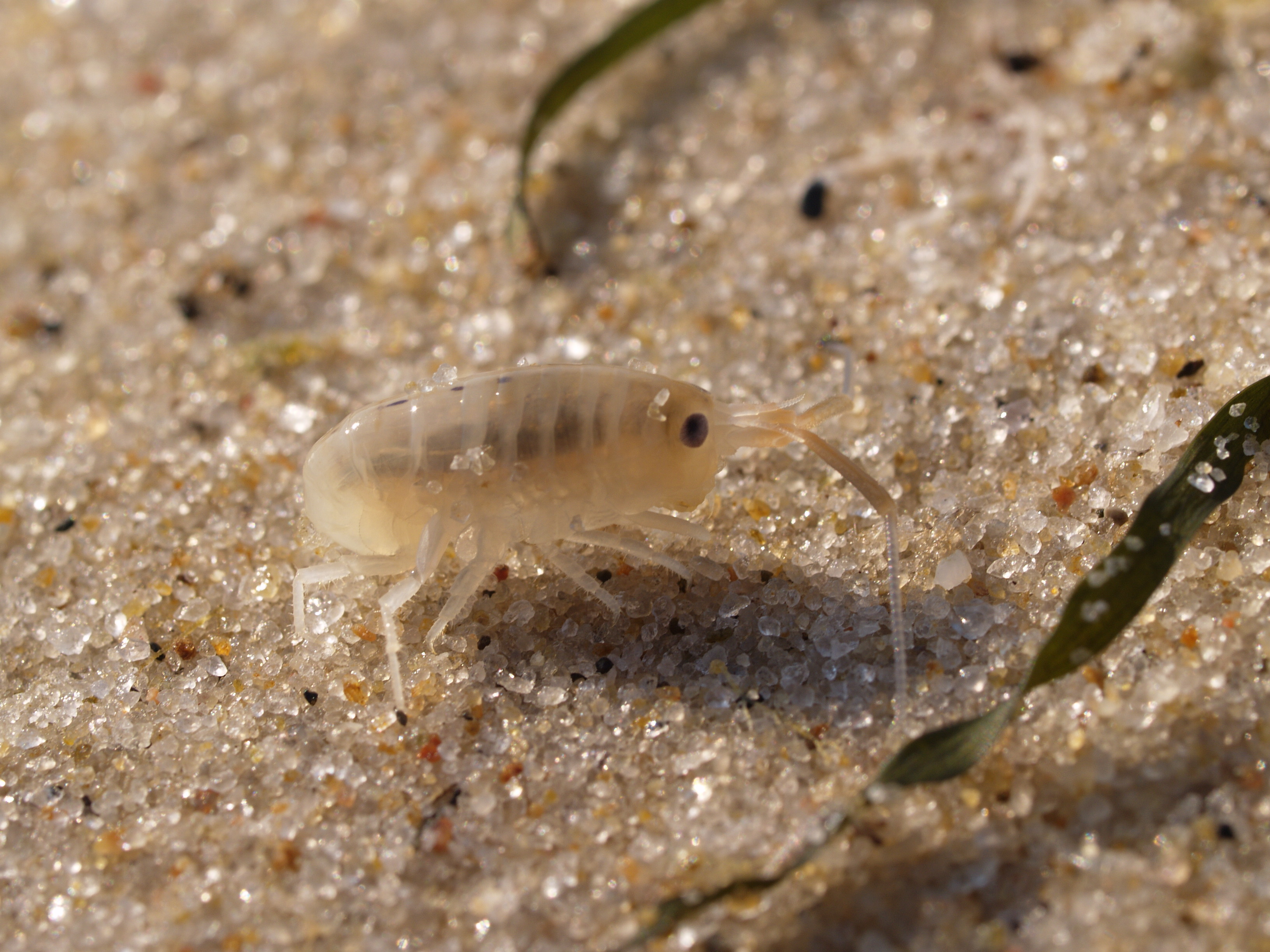